# Oerstediidae
Oerstediidae é uma família de vermes pertencentes à ordem Monostilifera.
Géneros:
- Friedrichia Kirsteuer, 1965
- Oerstedia Quatrefages, 1846
- Typhloerstedia Chernyshev, 1999